# Tikse
Tikse (jiné varianty jsou Thiske, Tiskey či Thiskey) je buddhistický klášter školy Gelugpa. Nachází se v údolí řeky Indus v Ladaku, 25 km východně od největšího města Léh. Klášter je známý svojí podobou s palácem Potála v tibetské Lhase. Nejzajímavější částí kláštera je chrám Maitréji (budoucího buddhy) posvěcený dalajlámou v roce 1980 s 15 m vysokou Maitréjovou sochou. Nachází se zde také významné náboženské nástěnné malby.
Klášter byl založen v 15. století. Má 12 podlaží a je bíle, rudě a okrově zabarven. Žije v něm asi 60 lamů. Uvnitř kláštera se nachází celkem 10 chrámů. Z ochozů kláštera je rozhled na údolí Indu, klášter Matho na východě, královský palác ve Stoku na druhé straně údolí na jihu a horu Stok Kangri nad ním a bývalý královský palác v Šeji na západě.
Pozice kláštera značně utrpěla v devadesátých letech 20. století, když se představený kláštera začal angažovat v politice v kašmírském parlamentu.